# Roy Kuijpers
Roy Kuijpers (Zwolle, 17 januari 2000) is een Nederlands voetballer die doorgaans als aanvaller speelt. Hij verruilde in 2023 RKC Waalwijk voor NAC Breda.

## Carrière
Roy Kuijpers speelde in de jeugd van FC Den Bosch en Vitesse. Sinds 2019 speelde hij voor Jong Vitesse. De tweede helft van het seizoen 2020/21 werd hij verhuurd aan zijn oude club, FC Den Bosch. Hij debuteerde in het betaald voetbal voor Den Bosch op 11 januari 2021, in de met 2-1 verloren thuiswedstrijd tegen Jong AZ. Hij kwam in de 67e minuut in het veld voor Steven van der Heijden. Vanaf de zomer van 2021 speelde Kuijpers op amateurbasis voor FC Den Bosch. In 17 competitiewedstrijden maakte hij negen doelpunten. De club bood hem tweemaal een contract aan, maar op donderdag 3 december 2021 werd bekend dat Kuijpers zou vertrekken naar Eredivisieclub RKC Waalwijk waar hij een contract tekende tot de zomer van 2025.
Zijn debuut voor RKC Waalwijk en in de Eredivisie volgde op 5 december 2021. Hij mocht invallen tegen N.E.C., en scoorde het winnende doelpunt. Uiteindelijk speelde hij 31 wedstrijden voor de Waalwijkers, waarin hij drie keer scoorde.
Medio 2023 stapte hij over naar NAC Breda, dat uitkwam in de Keuken Kampioen Divisie. Hij speelde veel wedstrijden, waaronder alle play-offwedstrijden voor promotie naar de Eredivisie. Hij scoorde in die wedstrijden, tegen Roda JC Kerkrade en FC Emmen, en NAC promoveerde. In het seizoen 2024/25 krijgt Kuijpers minder speeltijd.

## Clubstatistieken
| Seizoen                     | Club           | Land           | Competitie     | Competitie | Competitie | Beker | Beker | Totaal | Totaal |
| Seizoen                     | Club           | Land           | Competitie     | Wed.       | Dlp.       | Wed.  | Dlp.  | Wed.   | Dlp.   |
| --------------------------- | -------------- | -------------- | -------------- | ---------- | ---------- | ----- | ----- | ------ | ------ |
| 2020/21                     | → FC Den Bosch | Nederland      | Eerste divisie | 13         | 2          | 0     | 0     | 13     | 2      |
| 2021/22                     | FC Den Bosch   | Nederland      | Eerste divisie | 17         | 9          | 1     | 1     | 18     | 10     |
| 2021/22                     | RKC Waalwijk   | Nederland      | Eredivisie     | 12         | 2          | 2     | 1     | 14     | 3      |
| 2022/23                     | RKC Waalwijk   | Nederland      | Eredivisie     | 16         | 0          | 1     | 0     | 17     | 0      |
| 2023/24                     | NAC Breda      | Nederland      | Eerste divisie | 30         | 4          | 1     | 0     | 31     | 4      |
| 2024/25                     | NAC Breda      | Nederland      | Eredivisie     | 9          | 0          | 1     | 0     | 10     | 0      |
| Carrièretotaal              | Carrièretotaal | Carrièretotaal | Carrièretotaal | 97         | 17         | 6     | 2     | 103    | 19     |
| Bijgewerkt t/m 8 maart 2025 |                |                |                |            |            |       |       |        |        |